# Bahrendorf
Bahrendorf ist ein Ortsteil der Einheitsgemeinde Sülzetal im Landkreis Börde in Sachsen-Anhalt.

## Geografie
Bahrendorf befindet sich in der Magdeburger Börde und liegt etwa 16 Kilometer südlich der sachsen-anhaltischen Landeshauptstadt Magdeburg.

### Klima
Der Jahresniederschlag beträgt 481 mm. Die Niederschläge sind extrem niedrig. Sie liegen im unteren Zwanzigstel der in Deutschland erfassten Werte. An 1 % der Messstationen des Deutschen Wetterdienstes werden niedrigere Werte registriert. Der trockenste Monat ist der Februar, die meisten Niederschläge fallen im Juni. Im Juni fallen 2 mal mehr Niederschläge als im Februar. Die Niederschläge variieren kaum und sind sehr gleichmäßig übers Jahr verteilt. An nur 9 % der Messstationen werden niedrigere jahreszeitliche Schwankungen registriert.

## Geschichte
Die erste urkundliche Erwähnung erfolgte 1145 in einer Urkunde, in der das Dorf als Besitz des Klosters Berge bestätigt wurde. Der Ortsname, ursprünglich Bardenthorp, soll auf einen freien Mann namens Bardo hinweisen, nachdem das Dorf benannt wurde. Um 1300 entstand die St-Stephanus-Kirche.
Während des Dreißigjährigen Kriegs erlitt Bahrendorf schwere Zerstörungen. Zwischen 1636 und 1647 war das Dorf unbewohnt. Auch in der nachfolgenden Zeit wurde die Bevölkerung durch Seuchen, Unwetter und große Brände heimgesucht. Im 19. Jahrhundert erlebte der Ort durch die Ansiedlung einer Zuckerfabrik, einer Zichoriendarre und von Mühlen einen wirtschaftlichen Aufschwung. 1876 wurde die katholische Sankt-Marien-Kirche errichtet, da im Zuge der industriellen Ansiedlung viele Arbeiter aus dem katholischen Eichsfeld nach Bahrendorf gezogen waren. 1896 erfolgte der Anschluss an das Eisenbahnnetz. Zichoriendarre und Zuckerfabrik wurden 1918 wieder geschlossen. 1999 wurde die Bahnstrecke Schönebeck–Blumenberg, an der Bahrendorf lag, wieder stillgelegt.
In den Jahren ab 1903 entstand nach Plänen des Architekten Paul Schultze-Naumburg für den Gutsbesitzer H. A. Schaeper das Schloss Bahrendorf, welches von 1945 bis 2002 das Kreiskrankenhaus des damaligen Kreises Wanzleben beherbergte und dann zum Pflegezentrum umgebaut wurde.
Am 20. Juli 1950 wurde das benachbarte Stemmern nach Bahrendorf eingemeindet. Seit 1994 gehörte Bahrendorf zur Verwaltungsgemeinschaft Sülzetal. Im Jahr 2001 wurde es Ortsteil der neu gebildeten Gemeinde Sülzetal.

### Wappen

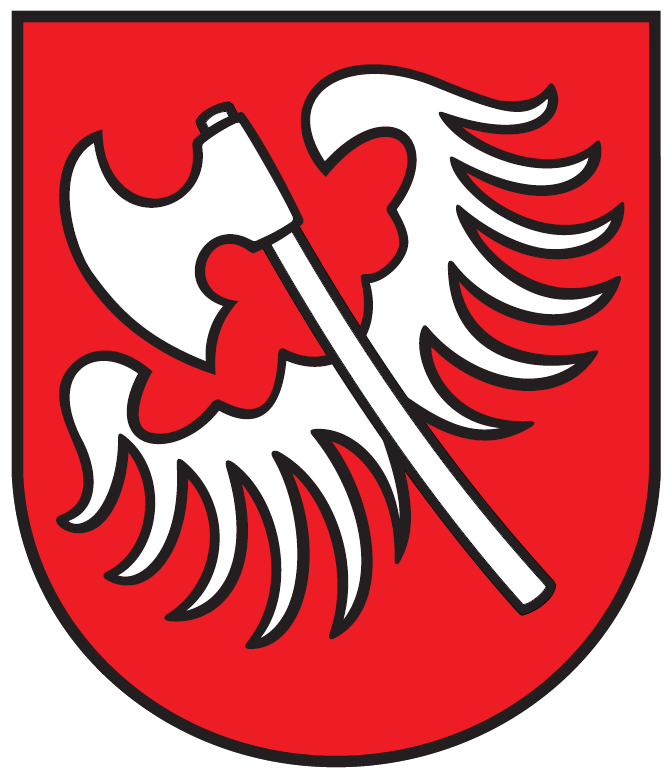
Unbestätigtes Wappen von Bahrendorf

Blasonierung: „In rotem Schild eine nach rechts geneigte, geflügelte Barte in Silber.“
Dieses Bild ist aus den Siegeln und Familienwappen der Magdeburger Bürgerfamilien Harkstroh und Griper hergeleitet. Beide Familien führten das durchaus gleiche Wappen im Siegel, von dem eine erste Fassung aus dem Jahre 1449 bekannt ist. Die in den historischen Familienwappen geführten Farben sind unbekannt. Jetzt wurde Rot-Silber gewählt, die Landesfarben des ehemaligen Erzstiftes Magdeburg, in dem Bahrendorf lag.
Die genannten Familien waren mindestens seit der ersten Hälfte des 14. Jahrhunderts in Bahrendorf, Haldingsdorf (wüst bei Bahrendorf), in Stemmern und anderen Orten mit erzbischöflichen und Kloster-Bergeschen Gütern belehnt und hatten so jahrhundertelang Beziehungen zu den genannten Orten.
Nach Johann Heinrich Hävecker (1720) soll die Gemeinde Bahrendorf die geflügelte Barte in seiner Zeit als „redendes Wappen“ (Barte – Bahrendorf) im Gemeindesiegel geführt haben. Auf diese Angabe stützt sich das heutige Wappen.
Die Gemeinde Bahrendorf hat später ein anderes Gemeindesiegel geführt, das einen gedoppelten Kirchturm zeigt, in dessen Fuß in einer runden Kartusche der Brandenburg-Preußische Adler erschien. Dieses Siegel wurde noch einmal in den ersten Jahren nach 1945 verwendet.

## Kultur und Sehenswürdigkeiten

### Bauwerke
- Grabstätten auf dem Ortsfriedhof für zwei polnische und zwei sowjetische Zwangsarbeiter, die während des Zweiten Weltkrieges Opfer der Zwangsarbeit wurden
- Schloss Bahrendorf
- Evangelische St.-Stephanus-Kirche
- Katholische St.-Marien-Kirche

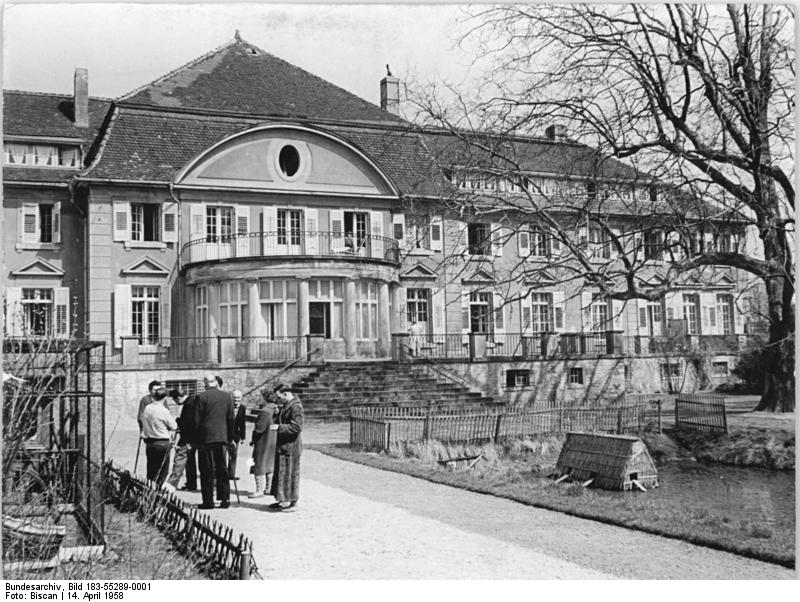
Schloss Bahrendorf 1958
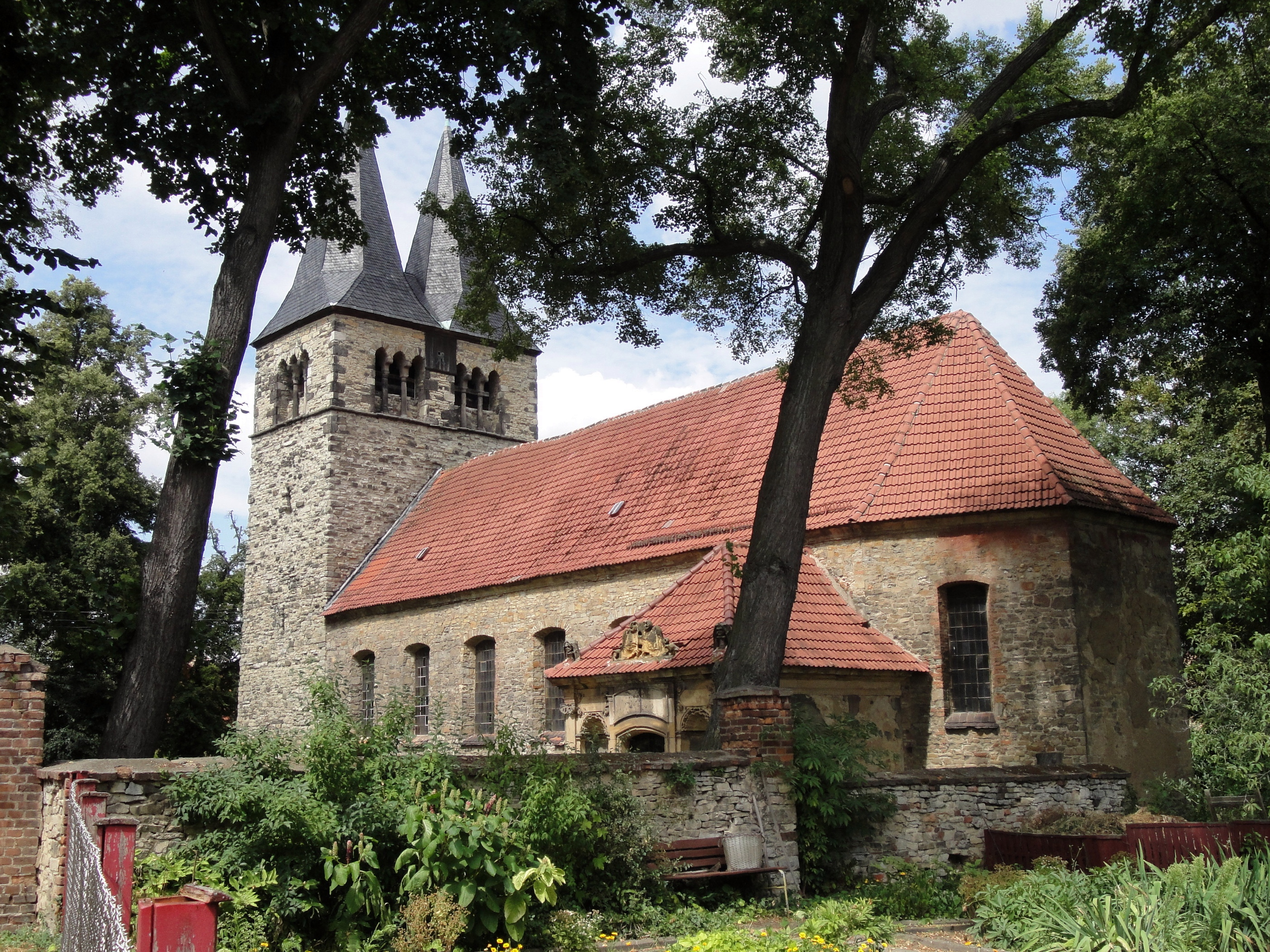
St.-Stephanus-Kirche
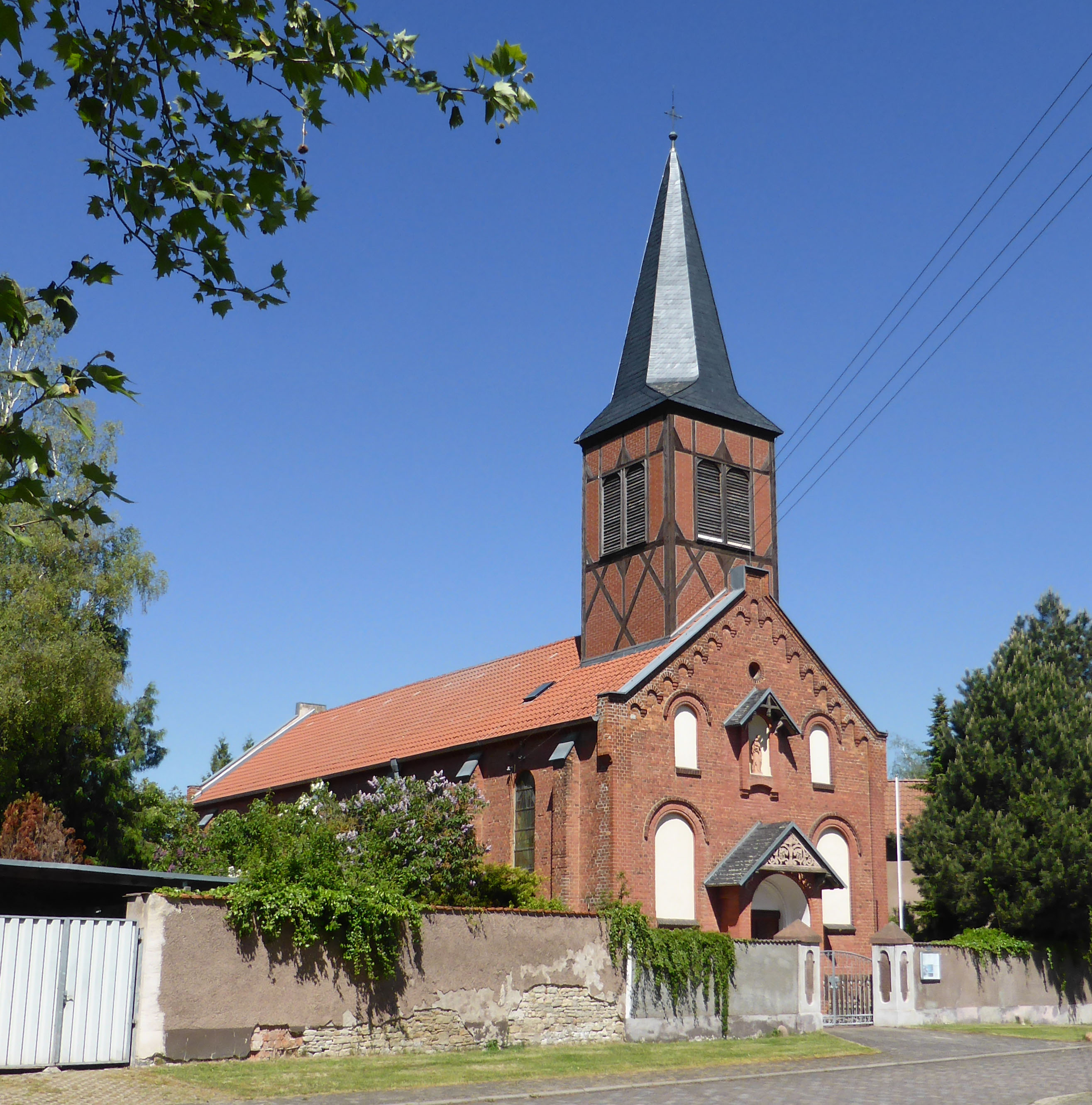
St.-Marien-Kirche

## Personen
In Bahrendorf geboren wurden:
- Johann Peter Nesemann (1724–1802), deutsch-schweizerischer Pädagoge und Schulgründer
- Friedrich Heine (1863–1929), deutscher Unternehmer und Gründer der Würstchen- und Konservenfabrik in Halberstadt („Halberstädter Würstchen“)
- Georg Dohrn (1867–1942), deutscher Pianist und Dirigent
- Richard Herbst (1867–nach 1920), Politiker, Mitglied der Weimarer Nationalversammlung
- Werner Karl Albert Fischer (1905–1995), deutscher Ingenieur
- Dietmar Schulze (1953–2023), Beamter und Politiker (SPD)
- Gunar Schimrock (* 1959), Handballtorwart

Auf andere Weise mit Bahrendorf verbunden sind:
- Carl Eduard Niese senior (1804–1882), deutscher Theologe, war Pfarrer im Ort und verstarb hier.
- Heinrich Winkelmann (1885–1943), deutscher Theologe, war zwischen 1918 und 1921 Pfarrvikar in Bahrendorf.
- Gustav Ernst Otto Münchmeyer (1897–1976), deutscher Pädagoge und Landschaftsgestalter. Münchmeyer verstarb 1976 in Bahrendorf.
- Martin Berg (1905–1969), deutscher Generalmajor, verstarb im Ort.
- Hans-Arthur Spieß (1910–1979), deutscher Maler und Graphiker, verstarb 1979 in Bahrendorf.
- Walter Lämmerzahl (1911–1981), deutscher Arzt. Lämmerzahl schuf im Schloss Bahrendorf 1945 das Kreiskrankenhaus, welches er bis 1976 leitete. Er verstarb 1981 in Bahrendorf.